# Суло Колкка
Су́ло Ко́лкка (фин. Sulo Kolkka) — вероятно вымышленный финский снайпер (или настоящее имя неизвестно), который за три месяца Советско-финской войны на своём счету имел якобы более 400 подтверждённых смертельных поражений противника.
Считается[кем?], что от рук Колкка погибло более 400 красноармейцев и командиров за 105 дней Зимней войны. По этому показателю он является вторым по результативности снайпером финской армии во время Второй мировой войны, после Симо Хяюхя. Однако его имя не значится в архивах финской армии и не упоминается в финской прессе того времени, также не существует фотографий.
Имя Суло Колкка трудно найти даже в послевоенной литературе. По сравнению с легендарным реально существующим снайпером Симо Хяюхя по прозвищу «Белая смерть», чьё имя было широко известно в Финляндии, о Колкка доподлинно ничего неизвестно. Кроме того, обрывочные описания Суло Колкка зачастую очень схожи с Хяюхя.
Известно о журналисте Суло «Симеони» Колкка, освещавшем также события советско-финской войны и писавшем в том числе о Симо Хяюхя. Предполагается, что иностранный журналист, переводя статью финского коллеги, смешал (или перепутал) имя снайпера и репортёра, тем самым родив легенду.